# Ardah

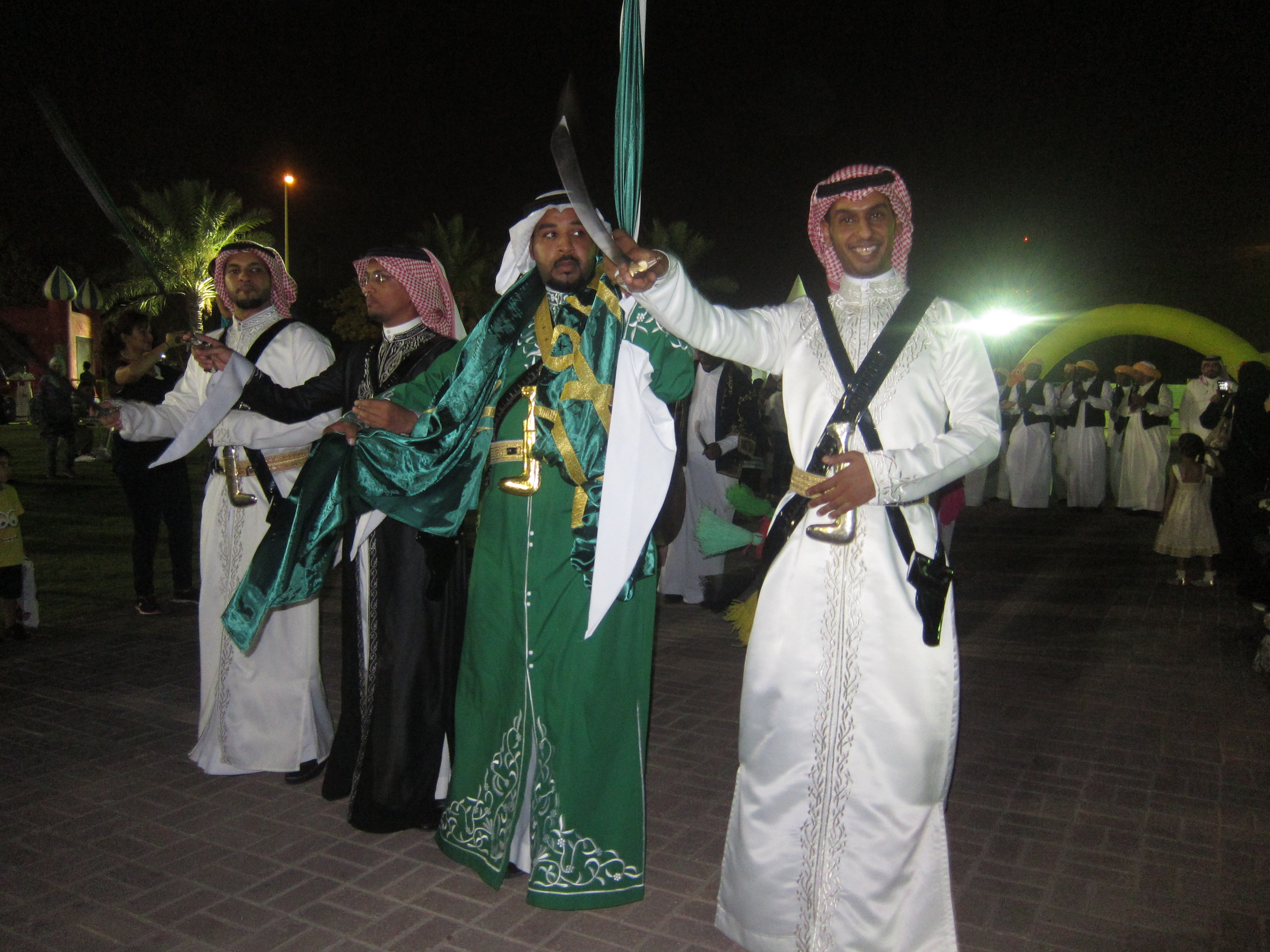
Hombres practicando el baile.

Ardah (en árabe: العرضة; al-'arḍah) es un tipo de danza popular de la Península arábiga. La danza se realiza con dos filas de hombres opuestas entre sí, cada uno de los cuales pueden o no estar empuñando una espada, y va acompañada de tambores y poesía cantada. En diciembre de 2015, el ardah se añadió a la lista de patrimonio cultural inmaterial de la humanidad por la UNESCO.
Originalmente, el ardah se llevaba a cabo solo por los hombres de las tribus de la región central de la península, conocida como Nechd antes de iniciar una la guerra. Su reconocimiento hoy se basa en su práctica durante las fiestas, bodas y eventos nacionales y culturales para las personas de todas las tribus. Actualmente, hay varias versiones del aardah través de la Península arábiga. Junto con el mizmar y el yowla, el ardah ha convertido en una de las principales representaciones procedentes de Oriente Medio que se presentan en ceremonias y eventos en el trato en general con la sociedad árabe. Cuando se realiza el baile, hay una repetición de ciertos versos y canciones, seguido por el levantamiento de las espadas de los bailarines, que apoyan la mano derecha o izquierda (sólo un lado se puede inclinar) realizando varios pasos adelante.

## Historia
Se cree que el término ardah es una derivación del verbo árabe ard, que significa "mostrar" o "parar". Se llama así porque su objetivo era mostrar públicamente la fuerza de combate de una tribu y elevar la moral antes de un enfrentamiento armado. Hoy, en cambio, existen variaciones regionales de la interpretación particular del ardah.
El naŷdi ardah es la variante más común del ardah en Arabia Saudita. Es también la danza popular masculina más practica y altamente televisada a nivel nacional. El gobierno saudí ha cambiado su nombre a Arabia ardah en el siglo XXI. Sin embargo, existen numerosas variaciones diferentes del ardah, e incluso el naŷdi ardah está muy diversificado en el país. Las regiones donde se practica con mayor frecuencia son las provincias de Naŷrán, Asir y Jizán, todos ellos localizados en el extremo sur de Arabia Saudita.